# 板橋宿不動通り商店街
板橋宿不動通り商店街（いたばしじゅくふどうどおりしょうてんがい）は、東京都板橋区にある商店街。全長約400メートル。
不動通りは江戸日本橋より戸田橋を渡り、上州高崎へ抜ける唯一の国道「中山道」上に位置しており、江戸時代には江戸への最後の宿場町「板橋宿」として、当時の旅人には唯一の憩いの場であった。

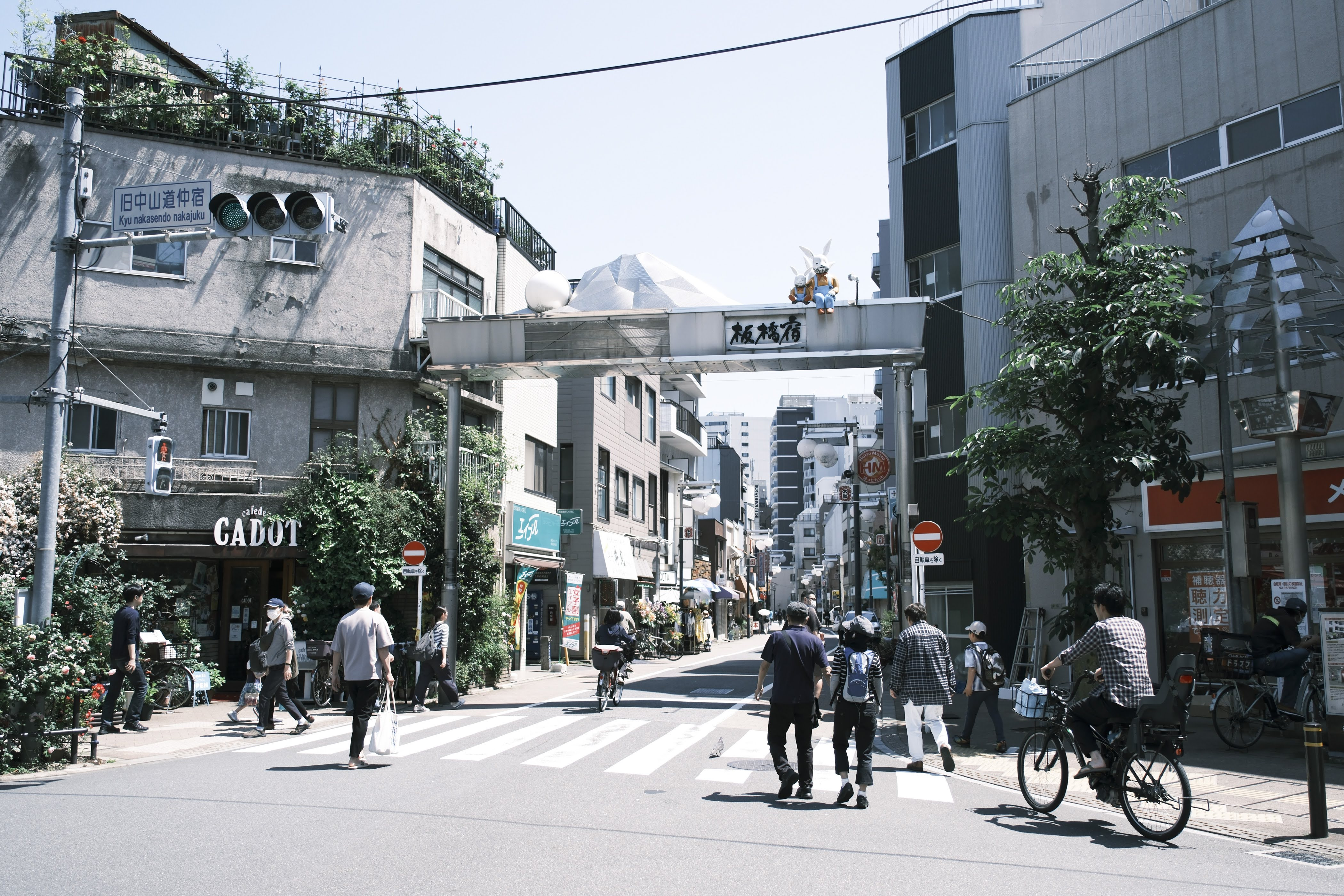
板橋宿不動通り商店街（2024年7月 photo by 紺野正瑛）

## 沿革・歴史
商店街の始まりは1873年（明治6年）、寂れていた宿場に旧来の活気を取り戻そうと観明寺の住職が、江戸北の守りとして千葉成田不動の分身を出世不動尊として観明寺内に祀り、毎月1日、7日、15日、28日に東京近郊の露天商を招き、城北随一の縁日を催したのが始まりとされ、出世不動尊の名より「不動通り」と名付けられた。
不動通りは1923年（大正12年）9月に起きた関東大震災をまぬがれ、また終戦間近に起きた東京大空襲も一部をのぞき大部分が難をのがれ残っていたため、戦後の復興は非常に早かった。
1955年（昭和30年）、斬新なデザインのネオン街路灯と近代的感覚のアーチが完成。当時の主な行事として、5月5日の端午の節句には子供たちの楽しい武者行列やキツネの嫁入行列などが行われ、名物行事として当時のニュースに取り上げられたほどだった。
1970年（昭和45年）6月、午後4時から午後7時までの3時間、車の交通規制を実施し歩行者天国とし、「安心して買い物のできる街」の実現に向けた施策を行った。
1973年（昭和48年）3月、「板橋不動通り商店街新興組合」が結成。
1975年（昭和50年）頃より、商店街のさらなる活性化を目指し毎月第3日曜日に「朝市」を開始。またこの年に商店街の「青年部」も設立された。
1983年（昭和58年）12月1日、インターロッキングブロック車道、レンガ歩道、街路灯45基が完成し「オレンジロード」と名付けられた。
2005年（平成17年）、区内のさまざまな観光情報を集約し内外に発信する情報拠点として「いたばし観光センター」が設立。
2006年（平成18年）から2015年（平成27年）までの9年間をかけて、板橋区による「電線共同溝整備事業」が実施され無電柱化の商店街となる。

## 縁日
明治維新の後、廃止されすっかり往来客が寂れてしまった宿場町を憂い一心発起、1873年（明治6年）に観明寺の住職が千葉県の成田不動尊を分身とし、本堂を改築し不動堂をつくり出世不動尊を祀り、そこに東京近隣の露天商を招いて盛大な縁日を創始したのが当商店街の縁日のはじまりである。当時、縁日で賑わっていた区域は協和銀行前から王子新道までで、両側にびっしり200店舗ほどの露天商が立ち並び、夜の8時から9時に最高潮期を迎え、夜中の12時頃まで大変賑わった。縁日への来訪者は周辺の住人以外にも、上板橋や志村方面、また巣鴨・大塚方面からも集まり、当時出店していた露天商は、板橋近辺の業者から千葉・埼玉方面に至るまで幅広く集まっていた。

## ギャラリー

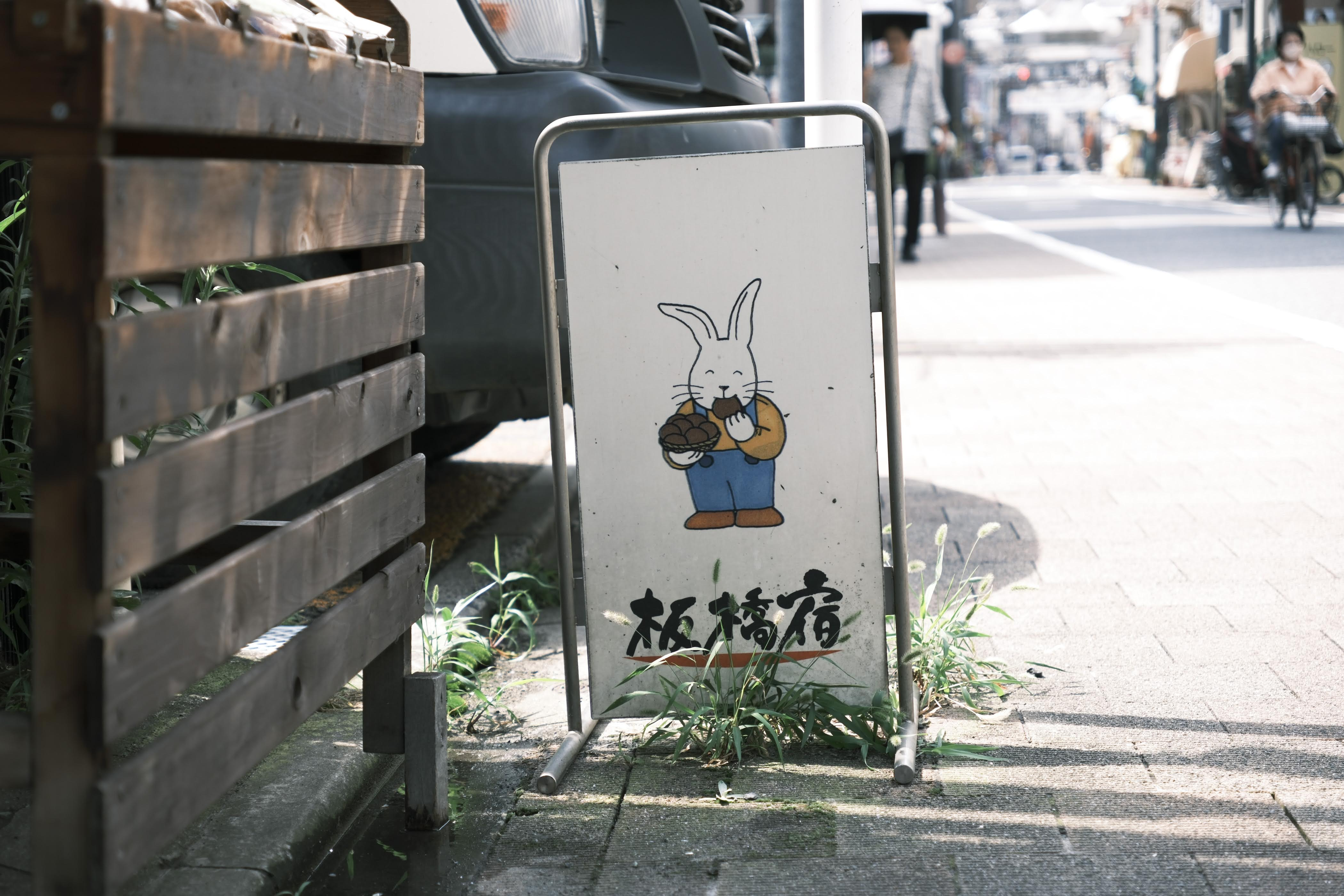
商店街のマスコット「ラッピー」（2024年7月 photo by 紺野正瑛）

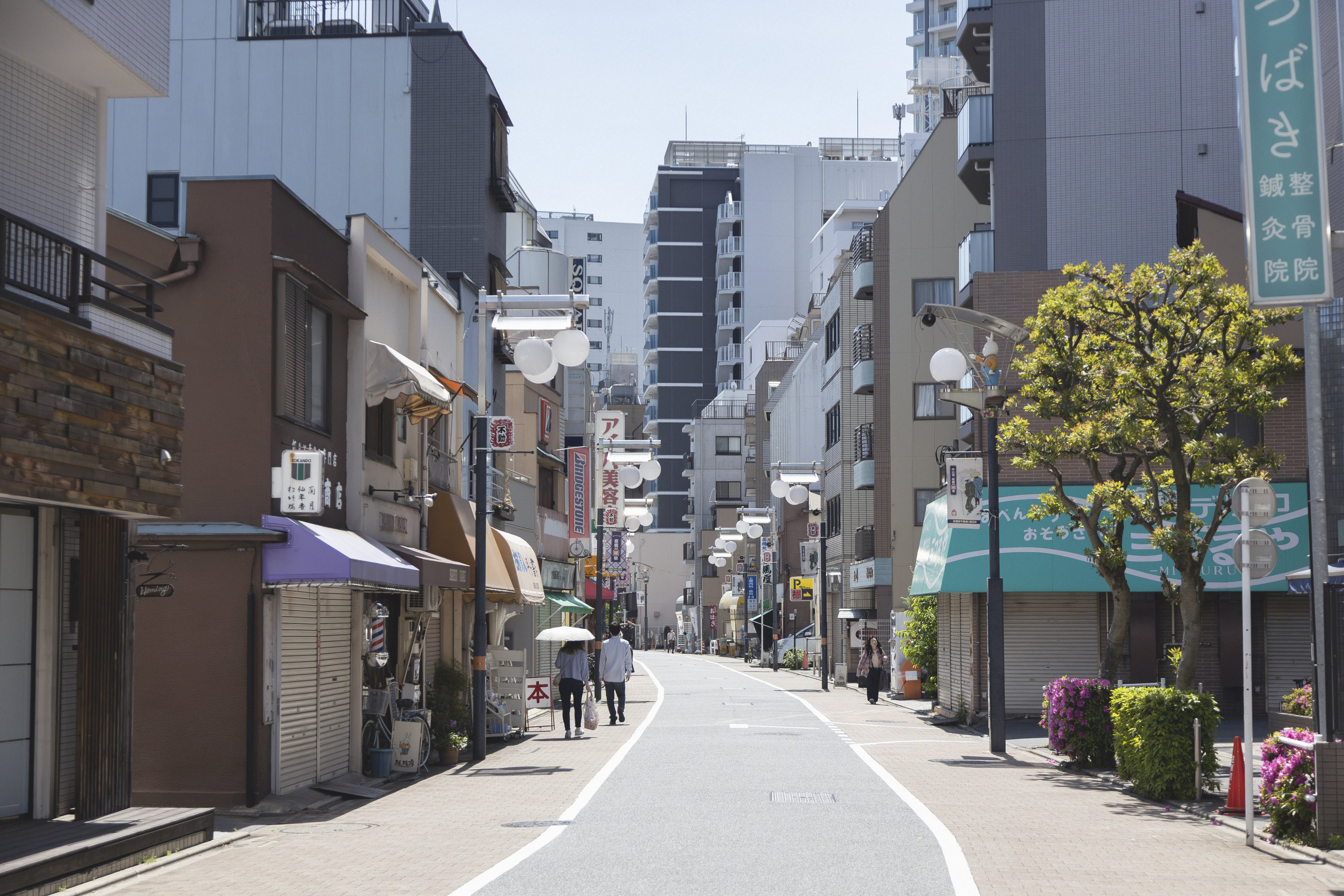
板橋宿不動通り商店街（2025年5月 photo by 紺野正瑛）

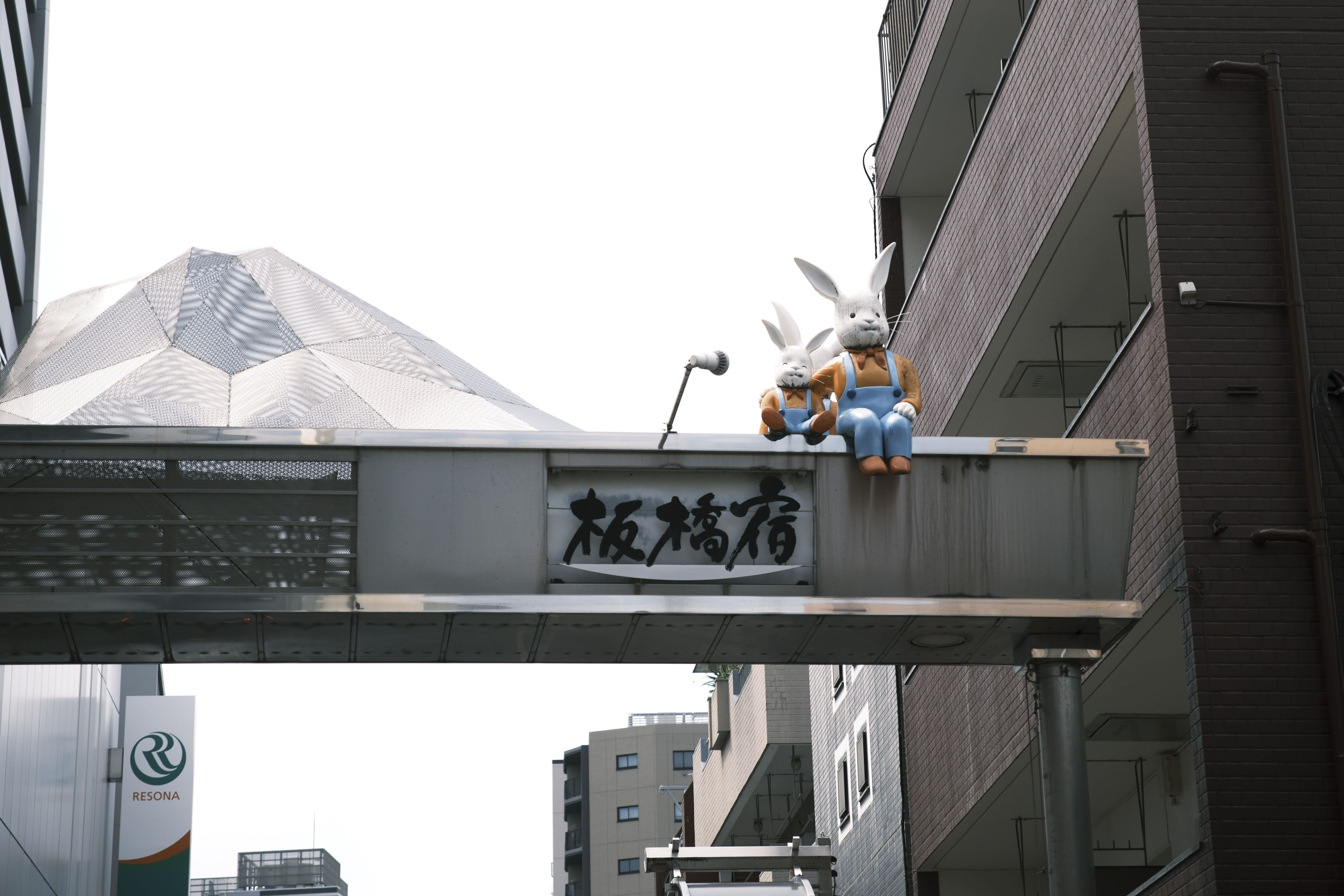
入り口アーチに座るラッピー（2024年7月 photo by 紺野正瑛）

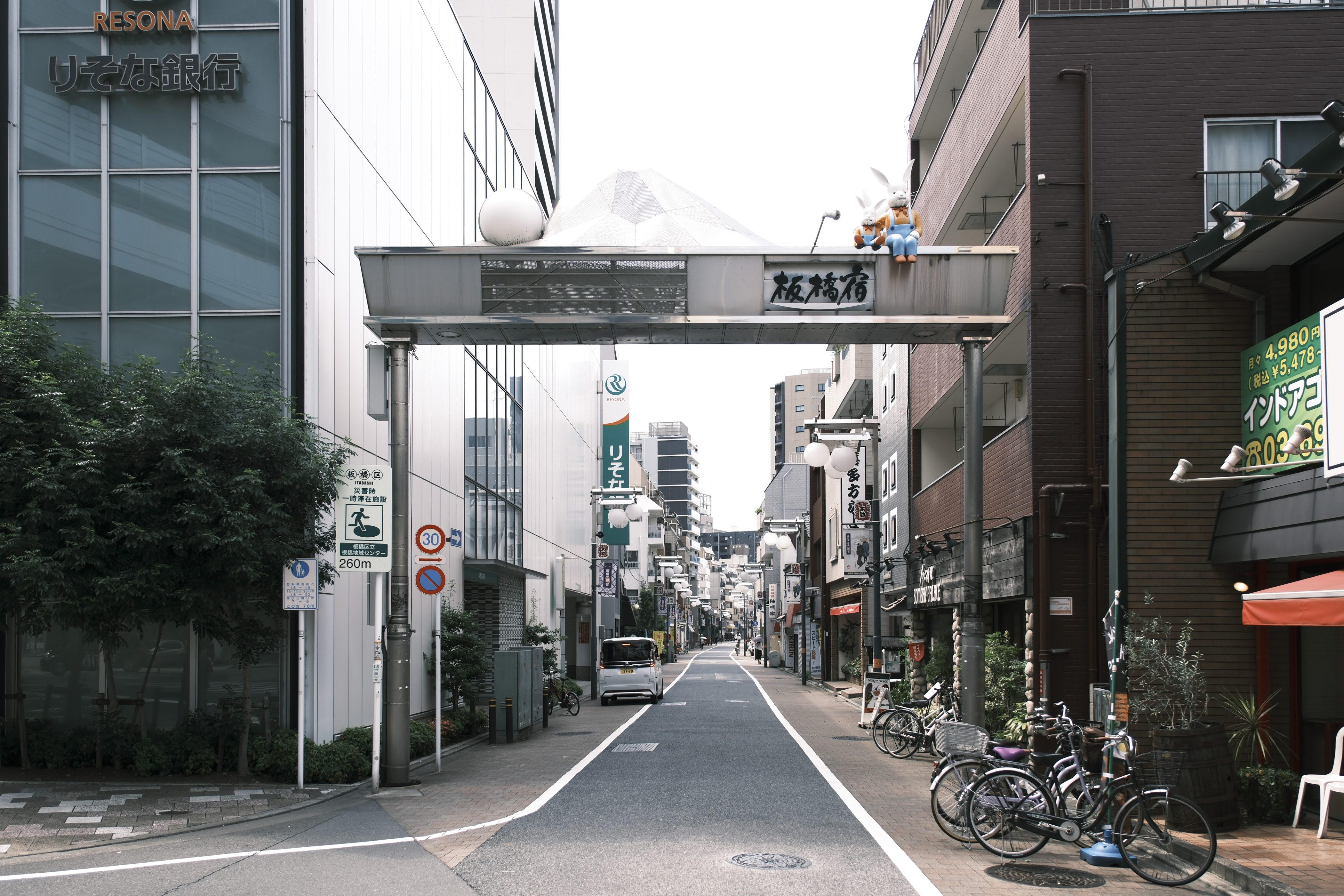
板橋宿不動通り商店街（2024年7月 photo by 紺野正瑛）